# يان سونغو
يان سونغو (بالفرنسية: Yann Songo'o) هو لاعب كرة قدم فرنسي في مركز الوسط، ولد في 19 نوفمبر 1991 في ياوندي في الكاميرون. شارك مع منتخب فرنسا تحت 16 سنة لكرة القدم ومنتخب الكاميرون تحت 20 سنة لكرة القدم. أما مع النوادي، فقد لعب مع بلاكبيرن روفرز وسبورتينغ كانساس سيتي وسكونثورب يونايتد ونادي روس كاونتي ونادي ساباديل.

## وصلات خارجية
- يان سونغو على موقع الاتحاد الدولي (مؤرشف)  (الإنجليزية)
- يان سونغو على موقع قاعدة بيانات كرة القدم.إي يو (الإنجليزية)
- يان سونغو على موقع Soccerway.com (الإنجليزية)
- يان سونغو على موقع عالم كرة القدم.نت (الإنجليزية)